# Cheiracanthium longimanum
Cheiracanthium longimanum là một loài nhện trong họ Miturgidae.
Loài này thuộc chi Cheiracanthium. Cheiracanthium longimanum được Ludwig Carl Christian Koch miêu tả năm 1873.